# Hunters Creek
Hunters Creek és una concentració de població designada pel cens dels Estats Units a l'estat de Florida. Segons el cens del 2009 tenia 12.636 habitants.

## Demografia
Segons el cens del 2000, Hunters Creek tenia 9.369 habitants, 3.460 habitatges, i 2.498 famílies. La densitat de població era de 841,3 habitants/km².
Dels 3.460 habitatges en un 37,7% hi vivien nens de menys de 18 anys, en un 62,3% hi vivien parelles casades, en un 6,7% dones solteres, i en un 27,8% no eren unitats familiars. En el 19,2% dels habitatges hi vivien persones soles el 2,2% de les quals corresponia a persones de 65 anys o més que vivien soles. El nombre mitjà de persones vivint en cada habitatge era de 2,68 i el nombre mitjà de persones que vivien en cada família era de 3,12.
Per edats la població es repartia de la següent manera: un 26,2% tenia menys de 18 anys, un 7% entre 18 i 24, un 37,3% entre 25 i 44, un 23,4% de 45 a 60 i un 6,2% 65 anys o més.
L'edat mediana era de 35 anys. Per cada 100 dones de 18 o més anys hi havia 95,3 homes.
La renda mediana per habitatge era de 67.775 $ i la renda mediana per família de 76.323 $. Els homes tenien una renda mediana de 51.625 $ mentre que les dones 35.625 $. La renda per capita de la població era de 29.170 $. Entorn del 3,2% de les famílies i el 4,2% de la població estaven per davall del llindar de pobresa.

## Poblacions més properes
El següent diagrama mostra les poblacions més properes.